# 名古屋臨海鉄道東築線
東築線（とうちくせん）は、愛知県名古屋市南区の東港駅から同市港区の名電築港駅までを結ぶ名古屋臨海鉄道の鉄道路線である。
定期貨物列車の運行は無く、名古屋鉄道向けや日本国外への輸出用の車両を輸送する列車が運行されている。また、名電築港駅付近で名鉄築港線と平面交差している。

## 路線データ
- 管轄（事業種別）：名古屋臨海鉄道（第一種鉄道事業者）
- 路線距離：東港駅 - 名電築港駅 間 1.3km
- 軌間：1067mm
- 駅数：2駅（起終点駅を含む）
- 複線区間：なし（全線単線）
- 電化区間：なし（全線非電化）
- 閉塞方式：スタフ閉塞式

## 歴史
愛知県営の専用鉄道が原型であり、運用が名古屋鉄道に委託されてからは名鉄築港線の構外側線として扱われていたが、名古屋臨海鉄道の設立により同社に移管された。
- 1965年（昭和40年）8月20日 - 東港駅開業に伴い、既存の側線を利用し昭和町 - 名電築港間に仮連絡線を敷設。
名鉄大江駅と東港駅を結ぶ連絡線（大江線）が開業するまでの暫定措置とされた。その後、大江線は軟弱地盤や都市計画道路との立体交差建設などの問題により着工されず、計画は破棄された。
- 1966年（昭和41年）6月 - 仮連絡線を、東港 - 名電築港間に切り換え。
- 1982年（昭和57年）4月26日 - 仮連絡線が、名古屋臨海鉄道の東築線として正式に開業。

## 駅一覧
- 括弧内は起点からの営業キロ。

東港駅（0.0km） - 名電築港駅（1.3km）